# Neimoidia
A Neimoidia (a gyarmataitól való megkülönböztetés céljából Pure Neimoidiának is nevezték) a Csillagok háborúja elképzelt univerzumának egyik bolygója. A Sith-ek bosszúja című filmben jelenik meg. Ezen a bolygón alakult ki duros telepesekből a Köztársaság korára befolyásossá vált neimoidiaiak faja, akik a "prequel" mozifilmektől kezdve (Baljós árnyak, A Klónok támadása, A Sithek bosszúja) fontos szerepet kaptak a Csillagok háborúja univerzumában.
Kuat bolygótól mindössze hat parszek távolságra van, ez fokozta a versengést a két hajóépítő világ között a Klónok háborúja alatt.

## Jelleg
A bolygót sok helyen dzsungel és gőzölgő pára borítja, máshol felszíne sivatagos és száraz.

### Élővilága
- Fő szócikk: neimoidiaiak

Nagyrészt ismeretlen. Ismertebb élőlényei: manax fák, aratóbogarak, gombafélék, a fátyolszerű szárnnyal rendelkező „tűrepülők”, és egy membránszerű tarajáról ismert énekesmadár (aminek kicsi, de izmos teste és széles szája van).
Értelmes őslakosok nem fejlődtek ki a bolygón. Azonban a Magvilágokból érkező durók kolonizálták, melyekből idővel külsőleg alig-alig különböző új faj fejlődött ki, melyet neimoidiainak neveztek. A kifejlett felnőtt egyed magassága kb. 2 méter.
Figyelembe véve, hogy a legtöbb rátermett neimoidiai elhagyja a szülőbolygóját, hogy a Kereskedelmi Szövetségben szolgáljon, nem meglepő az a tény, hogy a bolygón a neimoidiai lakosságot a leggyengébbek alkotják.

## Történelme
|  | Alább a cselekmény részletei következnek! |

Körülbelül Y. e. 25 000 -ben alapították, az egyik legelső duro kolónia volt a Duro bolygó mellett. A durók ekkor már túl voltak a rakata hiperhajtómű rekonstruálásán, ez a technikai tudás sokat segített a kolónia létrehozásában.
A rendkívül párás, kellemetlen éghajlat hamar tovább űzte már az első telepeseket is, így jöttek létre Koru Neimoidia, Deko Neimoidia és Cato Neimoidia. Kezdetben ezek Neimoidia kereskedelmi ellenőrzése alatt működtek, de befolyásuk és csillagközi kereskedelmük hamarosan túlszárnyalta anyabolygójukét. A bolygót a későbbiek során megkülönböztetésül a Pure Neimoidia névvel illették (pure = tiszta, hamisítatlan, angol szó).
Ezer év elmúltával a bolygó unalmas hellyé vált hernyókeltetőivel és automata farmjaival, amit az izgalmat keresők messze elkerültek. Forró dzsungeleiben, amik tele voltak óriási bogarakkal és a rothadás párájával, jobbára csak a különféle gombák tenyésztek és manax fák nőttek. Koto-Si, a főváros közeléből szinte óránként szálltak fel a mezőgazdasági termékeket szállító járművek.
Y. e. 15 000  körülre a durók és a neimoidiaiak annyira más fejlődési utat jártak be, hogy már külön fajnak tekintették magukat. A neimoidiaiak folytatták a csillagközi kereskedelmet, míg a durók a navigáció és a felfedezések terén lettek kiválóak.
Y. e. 350 -ban, több évtizeddel a naboo-i csata előtt a neimoidiaiak létrehozták a Kereskedelmi Szövetséget, abban a reményben, hogy az növelni fogja a kereskedelem volumenét a Külső Perem világaival, és ugyanakkor egyensúlyt alakít ki a Perem szegényebb világai és a Magirány gazdagabb világai között. Ez a tevékenység a bolygójukat minden képzeletet felülmúlóan gazdagította.
Amikor azonban a Régi Köztársaság elkezdte megadóztatni a kereskedelmi útvonalakat a Külső Perem és a Mag között, a neimoidiaiak és a Kereskedelmi Szövetség felháborodott, de panaszuk semmilyen engedményt nem ért el.
Szokatlan szövetségest találtak Darth Sidious személyében, a Sith Lord azonban csak eszközként használta fel őket a saját cselszövéséhez.
A Kereskedelmi Szövetség részvétele a naboo-i csatában visszafelé sült el, a neimoidiaiakat mindenütt megvetették a galaxisban. Az összeomlás után a neimoidiaiak a Klónok háborújában is a vesztes oldalon találták magukat. Miután Nute Gunray helytartó meghalt a Mustafaron, a Birodalom feloszlatta a Kereskedelmi Szövetséget. Ekkorra már sok neimoidiai önértékelése olyan mélyre süllyedt, hogy duróknak álcázták magukat, abban a reményben, hogy így átvészelhetik a kétszeres veszteség nyomasztó súlyát.

## Megjelenése a filmekben
Maga a bolygó egyik filmben sem jelenik meg.
A neimoidiaiak láthatók a következő filmekben: 
- Csillagok háborúja I: Baljós árnyak,
- Csillagok háborúja II: A klónok támadása,
- Csillagok háborúja III: A Sith-ek bosszúja.

## Megjelenése könyvekben
- Cloak of Deception
- Yoda: Dark Rendezvous

## Forgatási körülmények
A neimoidiaiakat ténylegesen színészek játszották el, megjelenítésüknél nem alkalmaztak digitális trükköket. Az arcuk előtt hordott maszkot, hogy a mimikát és szájmozgást érzékeltessék, a kamera látószögétől távol, rádióvezérléssel mozgatták.